# ドミトリー・マヌイリスキー

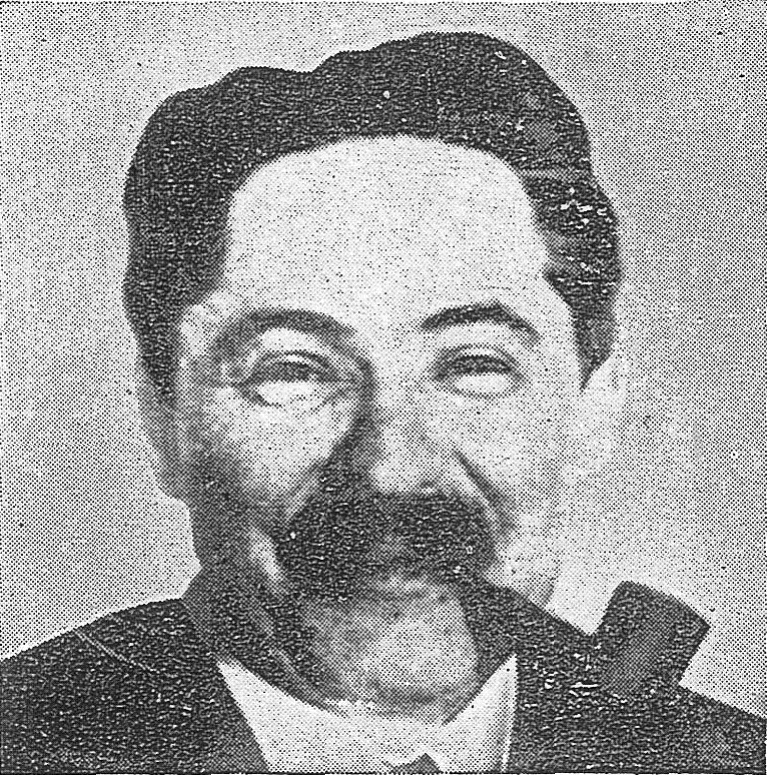
ドミトリー・マヌイリスキー

ドミトリー・ザハロヴィッチ・マヌイリスキー（ロシア語: Дмитрий Захарович Мануильский、1883年9月21日 - 1959年2月22日）は、ロシアの革命家、ソビエト連邦の政治家。コミンテルンの活動家。コミンテルン執行委員会書記、ウクライナ外務相等を務める。

## 経歴
ヴォルィン県クレメネツ郡スヴャテツ村に生まれる。郷書記の息子。1903年、ペテルブルク大学に入学（中退）。同年、ロシア社会民主労働党に入党し、1905年から党ペテルブルク委員会の扇動員となった。1906年、スヴェアボルクとクロンシュタットの兵士の武装蜂起を組織したことにより逮捕され、ヤクーツク追放5年を宣告されたが、ヴォログダ中継刑務所から脱獄した。脱獄後、キエフに逃れ、党キエフ委員会の軍事組織で働いた。
1907年秋、フランスに移住し、ソルボンヌ大学に入学（1911年卒）。フランス滞在中、召還主義者（ロシア語: отзовист）となり、「前進」（ロシア語: Вперед）グループに入った。帰国後、1912年～1913年の間、サンクトペテルブルクとモスクワで非合法活動に従事し、再びフランスに逃れた。
1917年5月、ロシアに帰国し、同年6月、地区連合派（ロシア語: межрайонцы）としてボリシェヴィキに入党する。十月革命時、ペトログラード軍事革命委員会委員となり、ケレンスキー・クラスノフ軍との戦闘時、クラースノエ・セロー軍事委員として赤衛隊を指揮した。同年12月から食料人民委員部参事会参事、1918年2月から副人民委員となり、食料部隊を組織した。
1918年、全ウクライナ革命委員会委員としてウクライナに派遣され、1919年からウクライナ農業人民委員となる。1919年初め、赤十字使節団長としてフランスに派遣される。1920年7月～8月、コミンテルン第2回大会に参加。1921年12月、ウクライナ共産党（ボリシェヴィキ）中央委員会第一書記に選出。1920年～1923年、1929年～1952年、ウクライナ共産党中央委員会政治局員。1922年から党中央委員会委員候補、1923年～1952年、中央委員。
1922年からコミンテルンで働き、1924年7月にコミンテルン執行委員会幹部会議員となる。1928年～1943年、執行委員会書記となり、コミンテルンにおいて全連邦共産党（ボリシェヴィキ）を代表した。ニコライ・ブハーリンとアレクセイ・ルイコフ問題の審議の際、彼らの除籍・裁判所への引渡し・銃殺に賛成した。
独ソ戦勃発後、1942年～1944年、労農赤軍政治総局で働く。1944年7月からウクライナ・ソビエト社会主義共和国人民委員会議（閣僚会議）副議長兼外務人民委員（外務相）となり、サンフランシスコ講和会議とパリ講和会議でウクライナ代表団を率いた。国連総会の最初の4回の会議に参加。
第12～第18大会において、党中央委員会委員、中央執行委員会委員。第2～第3期ソ連最高会議代議員。
ヨシフ・スターリンの死後、1953年に病気を患い、年金生活に入る。

## パーソナル
ウクライナ・ソビエト社会主義共和国科学アカデミー会員。
レーニン勲章3個、赤星勲章を受章。

## 参考資料
- "Империя Сталина. Биографический энциклопедический словарь", Залесский К.А., Москва, Вече, 2000
- Советская военная энциклопедия в 8-ми томах, том 5.